# Il conte Ugolino (film 1949)
Il conte Ugolino è un film del 1949 diretto da Riccardo Freda.

## Trama
Ugolino della Gherardesca, gentiluomo di carattere ma anche propenso ad avventure sentimentali, è inviso alle altre potenti famiglie pisane. Il cardinal Ruggieri, che si finge suo amico, ordisce un complotto contro di lui: ritenuto responsabile della disfatta della Meloria contro la Repubblica di Genova, Ugolino viene murato vivo assieme ai suoi figli maschi. Nonostante sia riuscita a smascherare il complotto, la figlia non riesce ad evitare il raccapricciante destino dei suoi congiunti.

## Personaggi

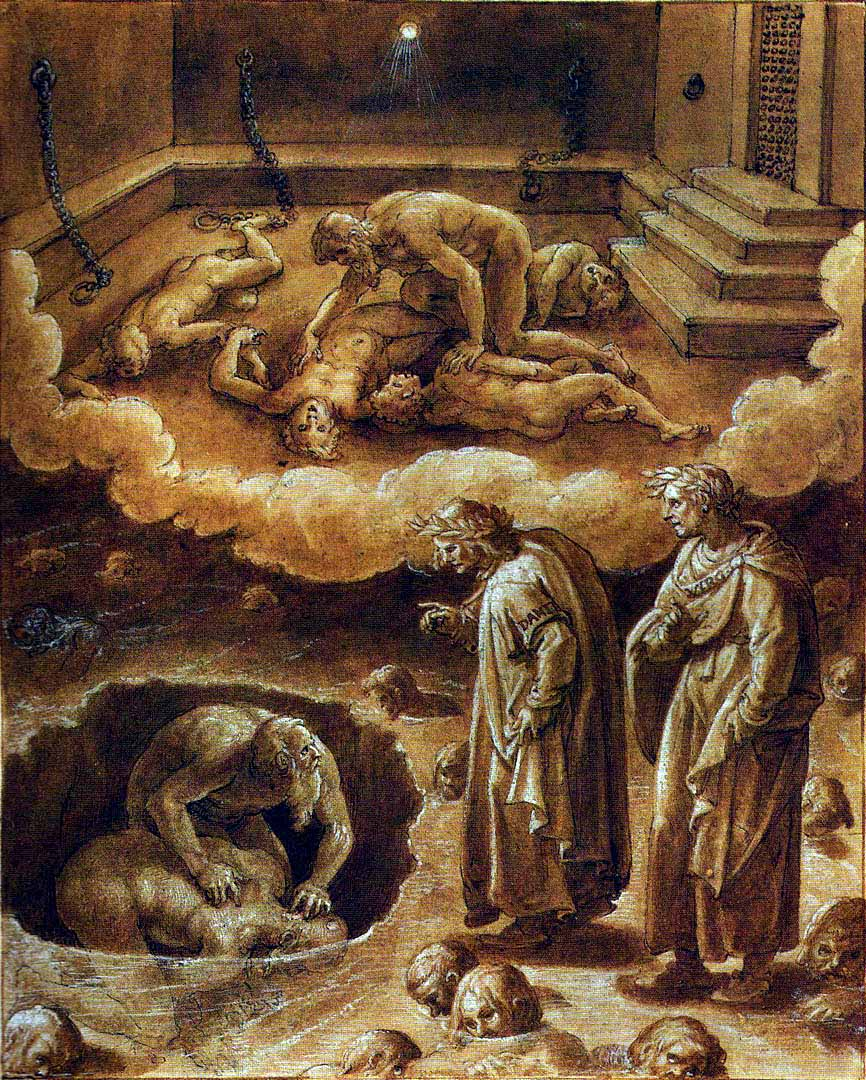
Dante e Virgilio incontrano Ugolino della Gherardesca e Ruggeri degli Ubaldini

Il conte Ugolino della Gherardesca è un personaggio realmente esistito in Toscana nel XIII secolo. Fu un valente soldato, tuttavia presto si scontrò con il potere corrotto di Papa Bonifacio VIII e del suo Arcivescovo Ruggieri degli Ubaldini. Dante Alighieri nel suo viaggio all'Inferno della Divina Commedia lo scorge assieme al poeta Virgilio nell'Antenora. Questa è una delle zone più oscure e profonde dell'Inferno, situata nel Lago Cocito dove è conficcato il corpo del demone Lucifero. Secondo le leggi del contrappasso di Dante, Ugolino si macchiò di tradimento non seguendo gli ordini del pontefice, nonché schierandosi apertamente ad un partito ostile a quello di Dante e successivamente fu tradito dall'amico Ruggieri. Per questo anche l'arcivescovo è collocato nella stessa buca nel ghiaccio con il suo nemico che gli scortica incessantemente il capo con i denti. La scena è agghiacciante e Dante chiede al conte di raccontargli la sua storia. Ugolino inizia a ripercorrere i suoi compiti giovanili e successivamente passa alla narrazione del suo tradimento e segregazione nella Torre della Muda (o Torre della Fame). Anche i suoi figli e i nipoti furono rinchiusi con lui nel piano più alto della roccaforte. Inizialmente i prigionieri venivano nutriti, quando un giorno l'arcivescovo ordinò che loro dovessero morire di fame. Ugolino e i giovani soffrivano terribilmente la fame finché non iniziarono ad avere delle visioni. A poco a poco tutti i bambini morirono di fame, supplicando il padre di nutrirli in qualche modo, anche con carne umana. Il padre, rimase fermo e immobile per tutto il tempo, mordendosi di rabbia e di fame i pollici, finché non perì l'ultimo ragazzo; allora scoppiò in grida disumane invocando i suoi figli esanimi. Successivamente ebbe un'altra visione in cui mangiava i cadaveri dei pargoli. Probabilmente fece ciò per cercare di sopravvivere qualche altra settimana. Finita la storia, Ugolino torna ad azzannare ancora più ferocemente la testa maciullata dell'arcivescovo.